# Góry Słonne
Góry Słonne (niem. Berge Saana, staropol. Góry Sanockie) – pasmo górskie w Karpatach Wschodnich, należące do Gór Sanocko-Turczańskich. Pasmo przebiega z północnego zachodu na południowy wschód. Nigdy nie został dokładnie zdefiniowany obszar kryjący się pod tą nazwą, zwyczajowo przyjmuje się, że dotyczy on gór na wschód od doliny Sanu, na północ od Leska po Olszanicę.

## Położenie
Zasięg omawianego obszaru bywa określany bardzo różnie, od ograniczenia do samego pasma głównego od doliny Sanu do doliny Wańkówki. po drugą skrajność rozciągającą zasięg aż po dolinę Strwiąża włączając Magurę Wańkową, Grupę Laworty i przynajmniej część południową Wyżyny Wańkowej. W tym artykule zastosowany zostanie najpopularniejszy wariant, najlepiej też odpowiadający znaczeniu określenia „Słonne Góry” (wymawianemu praktycznie ciągle, jak „Łysogóry”) funkcjonującego w lokalnej populacji.
Góry są od południa ograniczone Kotliną Sanocką i Zagórską, a następnie ogranicza je dolina Sanu po Lesko i dalej, od masywu Czulni szeroka przełęcz, którą idzie droga krajowa nr 84. Od zachodu przełomem Sanu pomiędzy Trepczą a Mrzygłodem. Od północy oddziela się od Pogórza Przemyskiego wyraźnym obniżeniem doliny Tyrawki i Borsukowca, natomiast od wschodu oddziela się od masywu Magury Wańkowej przełomem Olszanki/Wańkówki.
Morfologicznie można podzielić je na trzy części. Północna, wyższa („grzbiet główny”), ciągnąca się długim prostym, nieprzerwanym, praktycznie płaskim wałem o długości ok. 20 km od doliny Sanu w okolicach Dębnej po przełomowy odcinek Wańkówki między Wańkową a Olszanicą, w tej części znajdują się najwyższe, słabo wyodrębnione kulminacje kolejno od zachodu: Moczarki (572 m n.p.m.), Słonny (668 m n.p.m.), Słonna (639 m n.p.m.), Przysłup (658 m n.p.m.), Kamionka (631 m n.p.m.). Południowo-zachodnia część, nazywana Pasmem Olchowieckim, o nieco innym charakterze, składająca się z kilku wyraźnie oddzielonych masywów, silnie rozczłonkowanych, składających się z plątaniny pasm bocznych i dolinek: od zachodu Orli Kamień (518 m n.p.m.), Granicka (575 m n.p.m.), Paproć (503 m n.p.m.). Poszczególne grupy oddzielone od siebie dolinami potoków Liszniańskiego, Olchowieckiego i Wujskiego. W szczytowych partiach Grupy Orlego Kamienia i Granickiej piaskowcowe skałki ostańcowe. Trzecią część stanowi obszar na wschód od Góry Sobień i południe od pasma głównego, obejmuje teren wiosek Manasterzec, Bezmiechowa, Rudenka, o charakterze raczej wyżynnym, skomplikowanym układem dolinek, wysokościami bezwzględnymi poniżej 500 m n.p.m. i pokryte mozaiką pól, łąk, lasów i terenów zabudowanych.

## Przyroda
Tereny te zostały objęte ochroną Parku Krajobrazowego Gór Słonnych o powierzchni 513,92 km². Znajduje się tu kilka rezerwatów: Polanki, Dyrbek, Buczyna w Wańkowej, Góra Sobień, Na Oratyku.
Obszar pasma górskiego objęty jest dwoma częściowo pokrywającymi się obszarami programu Natura 2000, o podobnej nazwie, lecz o nieco odmiennych zakresach ochrony. Są to obszar specjalnej ochrony ptaków „Góry Słonne” (PLB180003) o powierzchni 550,4 km² oraz specjalny obszar ochrony siedlisk „Ostoja Góry Słonne” (PLH180013) o powierzchni 460,7 km².

### Flora
Góry te są gęsto porośnięte naturalną dla tego rejonu buczyną karpacką z domieszką jodły czy grabu, niewielkie tylko obszary zajmują antropogenne lasy modrzewiowe, sosnowe czy świerkowe.

### Fauna
W okresie lęgowym obszar zasiedla kilka par orła przedniego, 40–60 par puszczyka uralskiego, około 40 par orlika krzykliwego, oraz bocian czarny, bocian biały, bielik, gadożer, orlik grubodzioby, orzełek włochaty, rybołów, jarząbek. Większe zwierzęta drapieżne reprezentują takie gatunki jak niedźwiedź brunatny, ryś, wilk i wydra.

## Toponimia
Nazwa gór pochodzi od słonych źródeł, które występują na tym terenie, a z których od średniowiecza pozyskiwano sól metodą warzenia. Z I wieku n.e., zapis dla tych ziem Korneliusza Tacyta w postaci Bastarnice Alpes, qui alias Carpathii montes. Pierwszym znanym opisanym plemieniem zajmującym się eksploatacją solanek byli na tym terenie celtyccy Anartowie. Ostatnie żupy solne zostały zlikwidowane przez władze austriackie po wyczerpaniu się przemysłowych zasobów tych złóż, choć istnieją relacje o uzyskiwaniu soli w celach zarobkowych przez miejscowych chłopów jeszcze w latach II wojny światowej. Współczesne analizy wody pochodzącej z jednej ze starych kopanek w okolicach Tyrawy Solnej wskazują na zawartość soli do 11%.
Nazwa gór została spisana w „dialekcie sanockim”, co uwidoczniło się w podwójnym „n” w przydawkowym członie nazwy.

## Turystyka
Główne miejscowości: Sanok (a właściwie jego przedmieścia, Olchowce), Bykowce, Załuż, Manasterzec, Bezmiechowa na południowych stokach, Liszna, Wujskie w centrum, Tyrawa Solna, Siemuszowa, Hołuczków, Tyrawa Wołoska, Wańkowa, Rakowa, Paszowa na stokach północnych.
Zabytki: Zamek Sobień pomiędzy Manastercem a Załużem. Cerkwie drewniane w Hołuczkowie i Tyrawie Solnej. Wczesnośredniowieczne (do ok. XII w.) grodzisko na „Białej Górze” w Grupie Orlego Kamienia, małe, ale w bardzo niedostępnym miejscu i zwracające uwagę silnymi fortyfikacjami ziemnymi.
Na południowych stokach, przy samym dnie doliny Sanu, liczne bunkry Linii Mołotowa, zbudowane w latach 1939–1941 przez Związek Radziecki. Większość obiektów została zniszczona w walce lub wysadzona przez oddziały słowacko-niemieckie.
Na południowych stokach grupy Orlego Kamienia zlokalizowane jest Muzeum Budownictwa Ludowego w Sanoku, wykorzystujące ukształtowanie terenu do odtworzenia wyglądu naturalnego otoczenia budownictwa Pogórzan, Łemków i Bojków.

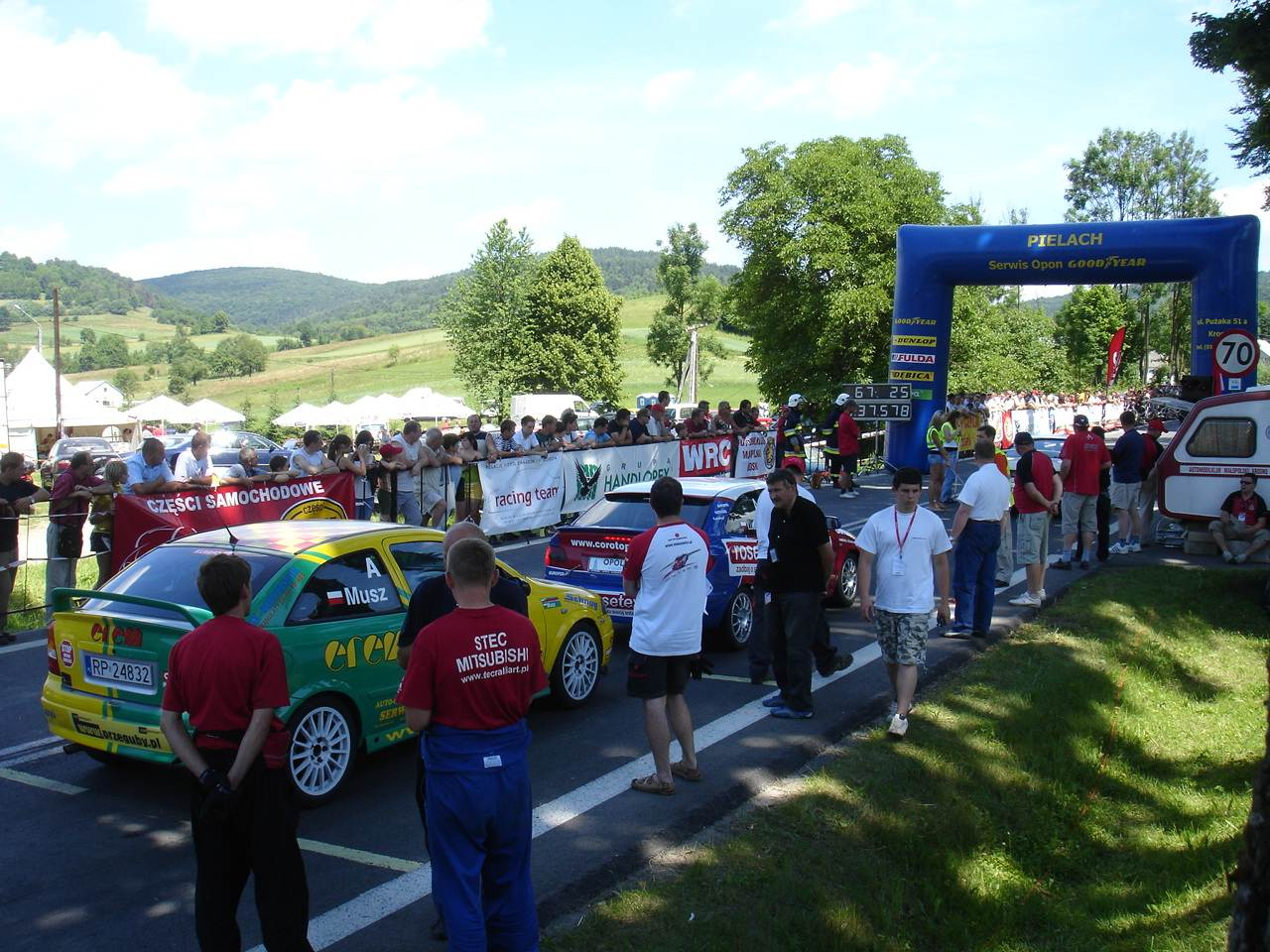
Bieszczadzki Wyścig Górski. Wujskie. 2008

W Górach Słonnych organizowany jest corocznie w czerwcu Bieszczadzki Wyścig Górski na trasie Wujskie – szczyt Gór Słonnych, przy drodze DK28. Wyścig zaliczany jest jako runda Górskich Samochodowych Mistrzostw Polski.

### Szlaki turystyczne
Sanok – Biała Góra – Orli Kamień – Słonna (639 m n.p.m.) – Przysłup – Rakowa – Chwaniów – Roztoka, dalej przez Pogórze Przemyskie do Przemyśla
 Sanok – Orli Kamień (510 m n.p.m.)
 Szlak Architektury Drewnianej Sanok – Międzybrodzie – Orli Kamień – Mrzygłód – Ulucz – Dobra – Hołuczków – Słonna (639 m n.p.m.) – Granicka – Sanok
 Załuż – Przysłup (658 m n.p.m.)
 ścieżka przyrodnicza w rezerwacie Polanki

## Zagospodarowanie
W pobliżu szczytu Kamionka znajduje się lotnisko szybowcowe, nazywane od nazwy wsi leżącej poniżej – Bezmiechowa.
Droga krajowa nr 28 Sanok – Przemyśl (wybudowana przez władze austriackie w roku 1852) przekracza Góry Słonne przez wysoką przełęcz Przysłup (620 m n.p.m.) w postaci jednych z najdłuższych w Polsce serpentyn.